# Isolia foersteri
Isolia foersteri är en stekelart som beskrevs av Szabó 1959. Isolia foersteri ingår i släktet Isolia och familjen gallmyggesteklar. Inga underarter finns listade i Catalogue of Life.